# Jimmy Blixt
Jimmy Blixt, född 15 maj 1979 i Partille, är en svensk ishockeytränare och före detta ishockeyspelare. 
Blixt inledde sin spelarkarriär i Frölunda HC:s J20-lag säsongen 1996/1997. Han har representerat ett antal allsvenska lag, bland annat Örnsköldsviks SK, Bodens IK, IF Sundsvall Hockey och IF Björklöven. Blixt spelade även en period i ECHL och UHL.
Under säsongen 2009/2010 tog Blixt över som assisterande tränare i Björklövens J18-lag i J18 Elit och har även varit assisterande tränare för J20-laget. Blixt tog sedan över huvudtränaruppdraget och ansvarar nu för J18-laget. Den 10 oktober 2011 skrev Blixt ett treårskontrakt med Björklöven som föreningens sportchef och huvudansvarig för J18-laget.